# Princess Anna Vasa Tour
De Princess Anna Vasa Tour is een meerdaagse wielerwedstrijd voor vrouwen die plaatsvindt in en rond de stad Golub-Dobrzyń in Polen. De wedstrijd is vernoemd naar de Zweedse princes Anna Wasa die van 1616 tot 1623 in het kasteel van Golub-Dobrzyń woonde.
De eerste editie in 2020 met twee etappes was nog een nationale wedstrijd. In 2022 werd de koers uitgebreid naar drie etappes en op de internationale kalender van de UCI opgenomen als een 2.2-wedstrijd. De editie in 2024 telde vier etappes, waaronder een ploegentijdrit en individuele tijdrit. De eerste drie edities werden gewonnen door Poolse rensters. In 2024 won de Nederlandse Lieke Nooijen.
De wedstrijd dient niet verward te worden met de Ronde van Polen, die in 2024 terug op de kalender kwam, na zeven jaar afwezigheid.

## Eindpodia
| Jaar | Periode      | Afstand  | Winnaar                  | Tweede              | Derde               |
| ---- | ------------ | -------- | ------------------------ | ------------------- | ------------------- |
| 2020 | 1-2 augustus | 132,5 km | Marta Jaskulska          | Karolina Kumięga    | Aurela Nerlo        |
| 2021 | 31 jul-1 aug | 132,5 km | Karolina Karasiewicz     | Aurela Nerlo        | Karolina Kumięga    |
| 2022 | 29-31 juli   | 255 km   | Agnieszka Skalniak-Sójka | Olha Sjekel         | Dominika Włodarczyk |
| 2023 | 28-30 juli   | 248,5 km | Valerija Kononenko       | Dominika Włodarczyk | Olga Zabelinskaja   |
| 2024 | 25-28 juli   | 247,6 km | Lieke Nooijen            | Riejanne Markus     | Carlijn Achtereekte |

Overwinningen naar land
| Overwinningen | Land                |
| ------------- | ------------------- |
| 3             | Polen               |
| 1             | Nederland, Oekraïne |

## Edities

### 2020
|   | Datum | Afstand  | Eerste          | Tweede               | Derde            |
| - | ----- | -------- | --------------- | -------------------- | ---------------- |
| 1 | 1 aug | 22 km    | Marta Jaskulska | Karolina Kumięga     | Aurela Nerlo     |
| 2 | 2 aug | 110,5 km | Marta Lach      | Karolina Karasiewicz | Katarzyna Wilkos |

### 2021
|   | Datum   | Afstand  | Eerste               | Tweede               | Derde            |
| - | ------- | -------- | -------------------- | -------------------- | ---------------- |
| 1 | 31 juli | 22 km    | Karolina Karasiewicz | Aurela Nerlo         | Karolina Kumięga |
| 2 | 1 aug   | 110,5 km | Karolina Kumięga     | Karolina Karasiewicz | Kaja Rysz        |

### 2022
|   | Datum   | Afstand | Eerste                   | Tweede           | Derde               |
| - | ------- | ------- | ------------------------ | ---------------- | ------------------- |
| 1 | 29 juli | 111 km  | Agnieszka Skalniak-Sójka | Olha Sjekel      | Kseniya Fedotova    |
| 2 | 30 juli | 126 km  | Agnieszka Skalniak-Sójka | Kseniya Fedotova | Marta Jaskulska     |
| 3 | 31 juli | 18 km   | Agnieszka Skalniak-Sójka | Olha Sjekel      | Dominika Włodarczyk |

### 2023
|   | Datum   | Afstand | Eerste             | Tweede              | Derde               |
| - | ------- | ------- | ------------------ | ------------------- | ------------------- |
| 1 | 28 juli | 111 km  | Camilla Rånes Bye  | Katarzyna Wilkos    | Elina Tasane        |
| 2 | 29 juli | 124 km  | Linda Zanetti      | Dominika Włodarczyk | Rasa Leleivytė      |
| 3 | 30 juli | 13,5 km | Valerija Kononenko | Olga Zabelinskaja   | Dominika Włodarczyk |

### 2024
Voor het eerst werd een etappe verreden die niet Golub-Dobrzyń als start- en aankomstplaats had. De eerste etappe was een ploegentijdrit met start en finish in Toruń.
|   | Datum   | Afstand  | Eerste             | Tweede                     | Derde               |
| - | ------- | -------- | ------------------ | -------------------------- | ------------------- |
| 1 | 25 juli | 3,2 km   | Visma-Lease a Bike | MAT Atom Deweloper Wrocław | VolkerWessels       |
| 2 | 26 juli | 115,8 km | Sofie van Rooijen  | Karolina Kumięga           | Scarlett Souren     |
| 3 | 27 juli | 115 km   | Lieke Nooijen      | Katarzyna Wilkos           | Juliana Londoño     |
| 4 | 28 juli | 13,6 km  | Lieke Nooijen      | Riejanne Markus            | Carlijn Achtereekte |